# Тендыкский сельский округ
Тендыкский сельский округ (каз. Теңдік ауылдық округі) — административная единица в составе Тайыншинского района Северо-Казахстанской области Казахстана. Административный центр — село Тендык.
Население — 1079 человек (2009, 2230 в 1999, 3380 в 1989).
Динамика численности
| Численность населения | Численность населения | Численность населения |
| 1989                  | 1999                  | 2009                  |
| --------------------- | --------------------- | --------------------- |
| 3380                  | ↘2230                 | ↘1079                 |

## История
Тендыкский сельский округ образован указом Президиума Верховного Совета Казахской ССР от 26 октября 1966 года. 24 декабря 1993 года решением главы Кокчетавской областной администрации образован Тендыкский сельский округ..
В состав сельского округа вошла территория ликвидированного Котовского сельского совета (село Котовское). В 2010 году в состав округа вошла территория ликвидированного Кантемировского сельского округа. Село Дорожное было ликвидировано в 2010 году. Село Енбек было ликвидировано 27 мая 2005 года. Сёла Бирлик и Козашар были ликвидированы в 2014 году.

## Состав
В состав округа входят такие населенные пункты:
| Населенный пункт     | Население, человек (1989) | Население, человек (1999) | Население, человек (2009) |
| -------------------- | ------------------------- | ------------------------- | ------------------------- |
| Бирлик, село         | 113                       | 96                        | 5                         |
| Дорожное, село       | 260                       | 142                       | 12                        |
| Енбек, село          | 58                        | -                         | -                         |
| Кантемировское, село | 1123                      | 626                       | 336                       |
| Козашар, село        | 304                       | 276                       | 41                        |
| Котовское, село      | 781                       | 558                       | 203                       |
| Тендык, село         | 741                       | 532                       | 482                       |